# V liga polska w piłce nożnej (2023/2024)
V liga 2023/2024 to rozgrywki szóstego poziomu ligowego piłki nożnej mężczyzn w Polsce w województwach małopolskim, mazowieckim i wielkopolskim. Najlepsze zespoły awansowały do IV ligi, natomiast najsłabsze zespoły zostały relegowane do klasy okręgowej.

## Województwo małopolskie

### Grupa wschodnia

#### Drużyny
| Uczestnicy poprzedniej edycji                                                                                 | Uczestnicy poprzedniej edycji | Uczestnicy poprzedniej edycji | Uczestnicy poprzedniej edycji |
| --- | ----------------------------- | ----------------------------- | ----------------------------- |
| SSŁ | Sokół Słopnice                | 3                             |                               |
| DRW | GKS Drwinia                   | 4                             |                               |
| KOL | Kolejarz Stróże               | 5                             |                               |
| TAR | Tarnovia Tarnów               | 6                             |                               |
| DUN | Dunajec Nowy Sącz             | 7                             |                               |
| GRO | GLKS Gromnik                  | 8                             |                               |
| MTA | Metal Tarnów                  | 9                             |                               |
| DZA | Dunajec Zakliczyn             | 10                            |                               |
| OSZ | Orkan Szczyrzyc               | 11                            |                               |
| ZAL | Zalesianka Zalesie            | 12                            |                               |
| Spadek z IV ligi 2022/2023                                                                                    |                               |                               |                               |
| grupa małopolska                                                                                              |                               |                               |                               |
| OKO | Okocimski KS Brzesko          | 17                            |                               |
| Awans z klasy okręgowej 2022/2023                                                                             |                               |                               |                               |
| grupa Nowy Sącz I                                                                                             |                               |                               |                               |
| KBI | KS Biecz                      | 1                             |                               |
| SNS2 | Sandecja II Nowy Sącz         | 21                            |                               |
| grupa Nowy Sącz II                                                                                            |                               |                               |                               |
| SZA | LKS Szaflary                  | 1                             |                               |
| grupa Tarnów I                                                                                                |                               |                               |                               |
| ODĘ | Orzeł Dębno                   | 1                             |                               |
| grupa Tarnów II                                                                                               |                               |                               |                               |
| UN2 | Unia II Tarnów                | 1                             |                               |
| Oznaczenia: - kolumna pierwsza – skróty nazw drużyn, - kolumna trzecia – miejsce zajęte w poprzednim sezonie. |                               |                               |                               |

Objaśnienia:
1. Sandecja II Nowy Sącz wygrała dwustopniowe baraże o awans do V ligi.

#### Tabela
| Lp. | Drużyna                | M  | Z  | R  | P  | Bramki | Bramki | Różn. | Pkt | Uwagi                       | Bezpośrednio                  |
| --- | ---------------------- | -- | -- | -- | -- | ------ | ------ | ----- | --- | --------------------------- | ----------------------------- |
| 1   | KS Biecz (M) (A)       | 30 | 20 | 6  | 4  | 82     | 24     | +58   | 66  | Awans do IV ligi            |                               |
| 2   | Sokół Słopnice (A)     | 30 | 19 | 5  | 6  | 69     | 37     | +32   | 62  | Awans do IV ligi            | SSŁ – SNS2 4:3 SNS2 – SSŁ 1:1 |
| 3   | Sandecja II Nowy Sącz1 | 30 | 19 | 5  | 6  | 85     | 38     | +47   | 62  | Drużyna wycofana            | SSŁ – SNS2 4:3 SNS2 – SSŁ 1:1 |
| 4   | Dunajec Nowy Sącz      | 30 | 18 | 3  | 9  | 64     | 51     | +13   | 57  |                             |                               |
| 5   | Okocimski KS Brzesko   | 30 | 17 | 4  | 9  | 68     | 43     | +25   | 55  |                             |                               |
| 6   | Dunajec Zakliczyn      | 30 | 15 | 3  | 12 | 64     | 65     | −1    | 48  |                             |                               |
| 7   | Metal Tarnów           | 30 | 14 | 4  | 12 | 67     | 63     | +4    | 46  | MTA – KOL 2:2 KOL – MTA 1:2 |                               |
| 8   | Kolejarz Stróże        | 30 | 13 | 7  | 10 | 53     | 42     | +11   | 46  | MTA – KOL 2:2 KOL – MTA 1:2 |                               |
| 9   | Tarnovia Tarnów        | 30 | 10 | 6  | 14 | 51     | 69     | −18   | 36  |                             |                               |
| 10  | Unia II Tarnów         | 30 | 10 | 5  | 15 | 56     | 61     | −5    | 35  |                             |                               |
| 11  | Zalesianka Zalesie     | 30 | 10 | 4  | 16 | 51     | 61     | −10   | 34  |                             |                               |
| 12  | GKS Drwinia2           | 30 | 10 | 3  | 17 | 56     | 54     | +2    | 33  | Drużyna wycofana            |                               |
| 13  | GLKS Gromnik           | 30 | 9  | 5  | 16 | 37     | 73     | −36   | 32  |                             |                               |
| 14  | LKS Szaflary1          | 30 | 9  | 3  | 18 | 48     | 75     | −27   | 30  |                             |                               |
| 15  | Orzeł Dębno2           | 30 | 6  | 10 | 14 | 38     | 57     | −19   | 28  |                             |                               |
| 16  | Orkan Szczyrzyc (S)    | 30 | 3  | 3  | 24 | 23     | 99     | −76   | 12  | Spadek do klasy okręgowej   |                               |

### Grupa zachodnia

#### Drużyny
| Uczestnicy poprzedniej edycji                                                                                 | Uczestnicy poprzedniej edycji | Uczestnicy poprzedniej edycji | Uczestnicy poprzedniej edycji |
| --- | ----------------------------- | ----------------------------- | ----------------------------- |
| TBI | Tempo Białka                  | 3                             |                               |
| WGR | Wiślanka Grabie               | 42                            |                               |
| PCI | Pcimianka Pcim                | 5                             |                               |
| CHE | KS Chełmek                    | 6                             |                               |
| KOB | Sokół Kocmyrzów Baranówka     | 7                             |                               |
| SIE | Karpaty Siepraw               | 82                            |                               |
| GIE | Jutrzenka Giebułtów           | 9                             |                               |
| GA2 | Garbarnia II Kraków           | 10                            |                               |
| SOZ | Spójnia Osiek-Zimnodół        | 11                            |                               |
| BŁM | Błękitni Modlnica             | 12                            |                               |
| Spadek z IV ligi 2022/2023                                                                                    |                               |                               |                               |
| grupa małopolska                                                                                              |                               |                               |                               |
| RAR | Radziszowianka Radziszów      | 16                            |                               |
| Awans z klasy okręgowej 2022/2023                                                                             |                               |                               |                               |
| grupa Kraków I                                                                                                |                               |                               |                               |
| OKU | KS Olkusz                     | 1                             |                               |
| grupa Kraków II                                                                                               |                               |                               |                               |
| WI2 | Wieczysta II Kraków           | 1                             |                               |
| OPW | Orzeł Piaski Wielkie          | 21                            |                               |
| grupa Kraków III                                                                                              |                               |                               |                               |
| WĘG | Węgrzcanka Węgrzce Wielkie    | 1                             |                               |
| grupa Wadowice                                                                                                |                               |                               |                               |
| SKA | Skawa Wadowice                | 1                             |                               |
| Oznaczenia: - kolumna pierwsza – skróty nazw drużyn, - kolumna trzecia – miejsce zajęte w poprzednim sezonie. |                               |                               |                               |

Objaśnienia:
1. Orzeł Piaski Wielkie wygrał dwustopniowe baraże o awans do V ligi.
2. Karpaty Siepraw i Wiślanka Grabie wycofały się po rundzie jesiennej.

#### Tabela
| Lp. | Drużyna                     | M  | Z  | R | P  | Bramki | Bramki | Różn. | Pkt | Uwagi                                                          | Bezpośrednio |
| --- | --------------------------- | -- | -- | - | -- | ------ | ------ | ----- | --- | -------------------------------------------------------------- | ------------ |
| 1   | Wieczysta II Kraków (M) (A) | 30 | 24 | 3 | 3  | 122    | 36     | +86   | 75  | Awans do IV ligi                                               |              |
| 2   | Pcimianka Pcim (A)          | 30 | 21 | 6 | 3  | 78     | 34     | +44   | 69  | Awans do IV ligi                                               |              |
| 3   | Radziszowianka Radziszów    | 30 | 17 | 8 | 5  | 71     | 38     | +33   | 59  |                                                                |              |
| 4   | Jutrzenka Giebułtów         | 30 | 16 | 3 | 11 | 65     | 50     | +15   | 51  | GIE: 9 pkt, różn. +3 GA2: 4 pkt, różn. -1 TBI: 4 pkt, różn. -2 |              |
| 5   | Garbarnia II Kraków         | 30 | 16 | 3 | 11 | 66     | 65     | +1    | 51  | GIE: 9 pkt, różn. +3 GA2: 4 pkt, różn. -1 TBI: 4 pkt, różn. -2 |              |
| 6   | Tempo Białka                | 30 | 14 | 9 | 7  | 81     | 55     | +26   | 51  | GIE: 9 pkt, różn. +3 GA2: 4 pkt, różn. -1 TBI: 4 pkt, różn. -2 |              |
| 7   | KS Chełmek                  | 30 | 15 | 4 | 11 | 68     | 57     | +11   | 49  |                                                                |              |
| 8   | Sokół Kocmyrzów Baranówka   | 30 | 14 | 5 | 11 | 63     | 52     | +11   | 47  |                                                                |              |
| 9   | Węgrzcanka Węgrzce Wielkie  | 30 | 14 | 3 | 13 | 67     | 72     | −5    | 45  |                                                                |              |
| 10  | Skawa Wadowice2             | 30 | 13 | 4 | 13 | 58     | 59     | −1    | 43  |                                                                |              |
| 11  | KS Olkusz3 (S)              | 30 | 10 | 6 | 14 | 46     | 64     | −18   | 36  | Spadek do klasy okręgowej                                      |              |
| 12  | Błękitni Modlnica3          | 30 | 8  | 4 | 18 | 51     | 84     | −33   | 28  |                                                                |              |
| 13  | Orzeł Piaski Wielkie (S)    | 30 | 8  | 3 | 19 | 49     | 70     | −21   | 27  | Spadek do klasy okręgowej                                      |              |
| 14  | Spójnia Osiek-Zimnodół (S)  | 30 | 7  | 5 | 18 | 40     | 71     | −31   | 26  | Spadek do klasy okręgowej                                      |              |
| 15  | Karpaty Siepraw1            | 30 | 4  | 1 | 25 | 26     | 92     | −66   | 13  | Drużyna wycofana                                               |              |
| -   | Wiślanka Grabie1            | 30 | 3  | 3 | 24 | 15     | 73     | −58   | 12  | Drużyna wycofana                                               |              |

## Województwo mazowieckie

### Grupa I

#### Drużyny
| Uczestnicy poprzedniej edycji                                                                                 | Uczestnicy poprzedniej edycji | Uczestnicy poprzedniej edycji | Uczestnicy poprzedniej edycji |
| --- | ----------------------------- | ----------------------------- | ----------------------------- |
| PO2 | Polonia II Warszawa           | 3                             |                               |
| MMA | Makowianka Maków Mazowiecki   | 4                             |                               |
| OKĘ | Okęcie Warszawa               | 5                             |                               |
| DRU | Drukarz Warszawa              | 6                             |                               |
| CIE | MKS Ciechanów                 | 7                             |                               |
| PUŁ | Nadnarwianka Pułtusk          | 8                             |                               |
| ŻNA | Żbik Nasielsk                 | 9                             |                               |
| HWO | Huragan Wołomin               | 10                            |                               |
| UNI | Unia Warszawa                 | 11                            |                               |
| PPŁ | PAF Płońsk                    | 12                            |                               |
| AMA | Amator Maszewo                | 13                            |                               |
| Spadek z IV ligi 2022/2023                                                                                    |                               |                               |                               |
| grupa mazowiecka                                                                                              |                               |                               |                               |
| MPR | MKS Przasnysz                 | 14                            |                               |
| NAR | Narew Ostrołęka               | 15                            |                               |
| ŚST | Świt Staroźreby               | 16                            |                               |
| Awans z klasy okręgowej 2022/2023                                                                             |                               |                               |                               |
| grupa Ciechanów-Ostrołęka                                                                                     |                               |                               |                               |
| BIE | Wkra Bieżuń                   | 1                             |                               |
| grupa Płock                                                                                                   |                               |                               |                               |
| MGO | Mazur Gostynin                | 1                             |                               |
| Oznaczenia: - kolumna pierwsza – skróty nazw drużyn, - kolumna trzecia – miejsce zajęte w poprzednim sezonie. |                               |                               |                               |

#### Tabela
| Lp. | Drużyna                         | M  | Z  | R | P  | Bramki | Bramki | Różn. | Pkt | Uwagi                     | Bezpośrednio |
| --- | ------------------------------- | -- | -- | - | -- | ------ | ------ | ----- | --- | ------------------------- | ------------ |
| 1   | MKS Przasnysz (M) (A)           | 30 | 26 | 3 | 1  | 112    | 26     | +86   | 81  | Awans do IV ligi          |              |
| 2   | Makowianka Maków Mazowiecki (A) | 30 | 22 | 2 | 6  | 82     | 26     | +56   | 68  | Awans do IV ligi          |              |
| 3   | Nadnarwianka Pułtusk            | 30 | 21 | 2 | 7  | 103    | 30     | +73   | 65  |                           |              |
| 4   | Narew Ostrołęka                 | 30 | 17 | 5 | 8  | 73     | 44     | +29   | 56  |                           |              |
| 5   | Polonia II Warszawa             | 30 | 15 | 5 | 10 | 92     | 50     | +42   | 50  |                           |              |
| 6   | Żbik Nasielsk                   | 30 | 14 | 6 | 10 | 67     | 58     | +9    | 48  |                           |              |
| 7   | Drukarz Warszawa                | 30 | 13 | 4 | 13 | 78     | 68     | +10   | 43  |                           |              |
| 8   | Świt Staroźreby1                | 30 | 13 | 3 | 14 | 59     | 73     | −14   | 42  | Drużyna wycofana          |              |
| 9   | Mazur Gostynin                  | 30 | 11 | 6 | 13 | 52     | 68     | −16   | 39  |                           |              |
| 10  | Huragan Wołomin                 | 30 | 11 | 5 | 14 | 53     | 49     | +4    | 38  |                           |              |
| 11  | PAF Płońsk                      | 30 | 9  | 8 | 13 | 61     | 82     | −21   | 35  |                           |              |
| 12  | MKS Ciechanów (S)               | 30 | 8  | 5 | 17 | 36     | 68     | −32   | 29  | Spadek do klasy okręgowej |              |
| 13  | Okęcie Warszawa (S)             | 30 | 8  | 4 | 18 | 41     | 72     | −31   | 28  | Spadek do klasy okręgowej |              |
| 14  | Amator Maszewo (S)              | 30 | 6  | 5 | 19 | 39     | 92     | −53   | 23  | Spadek do klasy okręgowej |              |
| 15  | Unia Warszawa (S)               | 30 | 6  | 4 | 20 | 38     | 95     | −57   | 22  | Spadek do klasy okręgowej |              |
| 16  | Wkra Bieżuń (S)                 | 30 | 5  | 3 | 22 | 31     | 116    | −85   | 18  | Spadek do klasy okręgowej |              |

### Grupa II

#### Drużyny
| Uczestnicy poprzedniej edycji                                                                                 | Uczestnicy poprzedniej edycji | Uczestnicy poprzedniej edycji | Uczestnicy poprzedniej edycji |
| --- | ----------------------------- | ----------------------------- | ----------------------------- |
| EKO | Energia Kozienice             | 3                             |                               |
| PRO | LKS Promna                    | 4                             |                               |
| SOP | Podlasie Sokołów Podlaski     | 5                             |                               |
| CHL | LKS Chlebnia                  | 6                             |                               |
| MIM | Milan Milanówek               | 7                             |                               |
| THM | Tygrys Huta Mińska            | 8                             |                               |
| KTE | KS Teresin                    | 9                             |                               |
| MM2 | Mazovia II Mińsk Mazowiecki   | 10                            |                               |
| SKÓ | Naprzód Skórzec               | 11                            |                               |
| PDW | Płomień Dębe Wielkie          | 12                            |                               |
| ŻYR | Żyrardowianka Żyrardów        | 13                            |                               |
| Spadek z IV ligi 2022/2023                                                                                    |                               |                               |                               |
| grupa mazowiecka                                                                                              |                               |                               |                               |
| ESC | Escola Varsovia               | 17                            |                               |
| Awans z klasy okręgowej 2022/2023                                                                             |                               |                               |                               |
| grupa Radom                                                                                                   |                               |                               |                               |
| RA2 | Radomiak II Radom             | 1                             |                               |
| grupa Siedlce                                                                                                 |                               |                               |                               |
| WAT | Watra Mrozy                   | 1                             |                               |
| grupa Warszawa I                                                                                              |                               |                               |                               |
| TWA | Talent Warszawa               | 1                             |                               |
| grupa Warszawa II                                                                                             |                               |                               |                               |
| OŻA | Ożarowianka Ożarów Mazowiecki | 1                             |                               |
| Oznaczenia: - kolumna pierwsza – skróty nazw drużyn, - kolumna trzecia – miejsce zajęte w poprzednim sezonie. |                               |                               |                               |

#### Tabela
| Lp. | Drużyna                         | M  | Z  | R | P  | Bramki | Bramki | Różn. | Pkt | Uwagi                                                         | Bezpośrednio |
| --- | ------------------------------- | -- | -- | - | -- | ------ | ------ | ----- | --- | ------------------------------------------------------------- | ------------ |
| 1   | Tygrys Huta Mińska (M) (A)      | 30 | 21 | 7 | 2  | 88     | 36     | +52   | 70  | Awans do IV ligi                                              |              |
| 2   | Talent Warszawa (A)             | 30 | 22 | 2 | 6  | 85     | 39     | +46   | 68  | Awans do IV ligi                                              |              |
| 3   | Radomiak II Radom               | 30 | 19 | 5 | 6  | 78     | 34     | +44   | 62  |                                                               |              |
| 4   | Ożarowianka Ożarów Mazowiecki   | 30 | 15 | 5 | 10 | 63     | 46     | +17   | 50  | OŻA: 6 pkt, różn. +2 MIM: 6 pkt, różn. 0 PRO: 6 pkt, różn. -2 |              |
| 5   | Milan Milanówek                 | 30 | 16 | 2 | 12 | 56     | 38     | +18   | 50  | OŻA: 6 pkt, różn. +2 MIM: 6 pkt, różn. 0 PRO: 6 pkt, różn. -2 |              |
| 6   | LKS Promna                      | 30 | 16 | 2 | 12 | 61     | 57     | +4    | 50  | OŻA: 6 pkt, różn. +2 MIM: 6 pkt, różn. 0 PRO: 6 pkt, różn. -2 |              |
| 7   | Żyrardowianka Żyrardów          | 30 | 15 | 4 | 11 | 65     | 58     | +7    | 49  |                                                               |              |
| 8   | Escola Varsovia                 | 30 | 15 | 2 | 13 | 75     | 50     | +25   | 47  |                                                               |              |
| 9   | LKS Chlebnia                    | 30 | 13 | 7 | 10 | 51     | 35     | +16   | 46  |                                                               |              |
| 10  | Energia Kozienice               | 30 | 13 | 6 | 11 | 74     | 50     | +24   | 45  |                                                               |              |
| 11  | Podlasie Sokołów Podlaski       | 30 | 12 | 7 | 11 | 67     | 50     | +17   | 43  |                                                               |              |
| 12  | Mazovia II Mińsk Mazowiecki (S) | 30 | 10 | 3 | 17 | 62     | 69     | −7    | 33  | Spadek do klasy okręgowej                                     |              |
| 13  | KS Teresin (S)                  | 30 | 8  | 4 | 18 | 34     | 76     | −42   | 28  | Spadek do klasy okręgowej                                     |              |
| 14  | Watra Mrozy (S)                 | 30 | 6  | 3 | 21 | 28     | 86     | −58   | 21  | Spadek do klasy okręgowej                                     |              |
| 15  | Płomień Dębe Wielkie (S)        | 30 | 3  | 5 | 22 | 33     | 121    | −88   | 14  | Spadek do klasy okręgowej                                     |              |
| 16  | Naprzód Skórzec (S)             | 30 | 2  | 4 | 24 | 26     | 101    | −75   | 10  | Spadek do klasy okręgowej                                     |              |

## Województwo wielkopolskie

### Grupa I

#### Drużyny
| Uczestnicy poprzedniej edycji                                                                                 | Uczestnicy poprzedniej edycji          | Uczestnicy poprzedniej edycji | Uczestnicy poprzedniej edycji |
| --- | -------------------------------------- | ----------------------------- | ----------------------------- |
| grupa wielkopolska I                                                                                          |                                        |                               |                               |
| ZGO | Zamek Gołańcz                          | 3                             |                               |
| KST | Korona Stróżewo                        | 4                             |                               |
| LTR | Lubuszanin Trzcianka                   | 6                             |                               |
| KŁO | Kłos Budzyń                            | 7                             |                               |
| PIK | Piast Kobylnica                        | 8                             |                               |
| MAR | Leśnik Margonin                        | 10                            |                               |
| WSK | Wełna Skoki                            | 11                            |                               |
| SPO | Sparta Oborniki                        | 12                            |                               |
| grupa wielkopolska II                                                                                         |                                        |                               |                               |
| DGW | Nasza Dyskobolia Grodzisk Wielkopolski | 8                             |                               |
| OCH | Orkan Chorzemin                        | 10                            |                               |
| PRZ | Płomień Przyprostynia                  | 13                            |                               |
| SOK | Sokół Pniewy                           | 14                            |                               |
| Spadek z IV ligi 2022/2023                                                                                    |                                        |                               |                               |
| grupa wielkopolska                                                                                            |                                        |                               |                               |
| MIĘ | Warta Międzychód                       | 161                           |                               |
| Awans z klasy okręgowej 2022/2023                                                                             |                                        |                               |                               |
| grupa wielkopolska I                                                                                          |                                        |                               |                               |
| PJA | Polonia Jastrowie                      | 1                             |                               |
| KPP | KP Piła                                | 2                             |                               |
| grupa wielkopolska II                                                                                         |                                        |                               |                               |
| SZA | Sparta Szamotuły                       | 23                            |                               |
| Oznaczenia: - kolumna pierwsza – skróty nazw drużyn, - kolumna trzecia – miejsce zajęte w poprzednim sezonie. |                                        |                               |                               |

Objaśnienia:
1. Warta Międzychód przegrała baraże o utrzymanie w IV lidze z Pogonią Łobżenica.
2. KP Piła wygrała baraże o awans do V ligi z KP Słupią.
3. W związku z nieotrzymaniem licencji na grę w V lidze przez Szturm Junikowo (mistrza gr. wielkopolskiej II), awans uzyskała Sparta Szamotuły (pomimo porażki w barażach ze Zjednoczonymi Trzemeszno)[7].

#### Tabela
| Lp. | Drużyna                                | M  | Z  | R | P  | Bramki | Bramki | Różn. | Pkt | Uwagi                       | Bezpośrednio                             |
| --- | -------------------------------------- | -- | -- | - | -- | ------ | ------ | ----- | --- | --------------------------- | ---------------------------------------- |
| 1   | Piast Kobylnica (M) (A)                | 30 | 21 | 5 | 4  | 86     | 32     | +54   | 68  | Awans do IV ligi            |                                          |
| 2   | Zamek Gołańcz (B)                      | 30 | 20 | 5 | 5  | 70     | 39     | +31   | 65  | Baraże o awans do IV ligi   |                                          |
| 3   | Lubuszanin Trzcianka                   | 30 | 19 | 6 | 5  | 94     | 42     | +52   | 63  |                             |                                          |
| 4   | Nasza Dyskobolia Grodzisk Wielkopolski | 30 | 18 | 4 | 8  | 73     | 39     | +34   | 58  |                             |                                          |
| 5   | Kłos Budzyń                            | 30 | 16 | 6 | 8  | 70     | 53     | +17   | 54  |                             |                                          |
| 6   | KP Piła                                | 30 | 15 | 5 | 10 | 68     | 51     | +17   | 50  | KPP – MIĘ 1:1 MIĘ – KPP 3:6 |                                          |
| 7   | Warta Międzychód                       | 30 | 14 | 8 | 8  | 71     | 53     | +18   | 50  | KPP – MIĘ 1:1 MIĘ – KPP 3:6 |                                          |
| 8   | Płomień Przyprostynia                  | 30 | 15 | 4 | 11 | 85     | 68     | +17   | 49  |                             |                                          |
| 9   | Orkan Chorzemin                        | 30 | 11 | 7 | 12 | 50     | 64     | −14   | 40  |                             |                                          |
| 10  | Korona Stróżewo                        | 30 | 11 | 3 | 16 | 54     | 77     | −23   | 36  |                             |                                          |
| 11  | Sparta Szamotuły                       | 30 | 8  | 9 | 13 | 54     | 72     | −18   | 33  |                             |                                          |
| 12  | Sokół Pniewy                           | 30 | 7  | 6 | 17 | 46     | 82     | −36   | 27  | SOK – WSK 2:1 WSK – SOK 2:3 |                                          |
| 13  | Wełna Skoki                            | 30 | 7  | 6 | 17 | 43     | 67     | −24   | 27  | SOK – WSK 2:1 WSK – SOK 2:3 | Przeniesienie do grupy wielkopolskiej II |
| 14  | Sparta Oborniki                        | 30 | 6  | 6 | 18 | 45     | 64     | −19   | 24  |                             |                                          |
| 15  | Leśnik Margonin (S)                    | 30 | 6  | 3 | 21 | 38     | 80     | −42   | 21  | Spadek do klasy okręgowej   |                                          |
| 16  | Polonia Jastrowie (S)                  | 30 | 3  | 3 | 24 | 37     | 101    | −64   | 12  | Spadek do klasy okręgowej   |                                          |

### Grupa II

#### Drużyny
| Uczestnicy poprzedniej edycji                                                                                 | Uczestnicy poprzedniej edycji | Uczestnicy poprzedniej edycji | Uczestnicy poprzedniej edycji |
| --- | ----------------------------- | ----------------------------- | ----------------------------- |
| grupa wielkopolska II                                                                                         |                               |                               |                               |
| DOP | GKS Dopiewo                   | 21                            |                               |
| OKŁ | Olimpia Koło                  | 3                             |                               |
| PRZ | Przemysław Poznań             | 4                             |                               |
| GKN | Górnik Konin                  | 5                             |                               |
| PGO | Polonia Golina                | 6                             |                               |
| PKB | Polonus Kazimierz Biskupi     | 7                             |                               |
| POL | Polanin Strzałkowo            | 9                             |                               |
| KZA | Kłos Zaniemyśl                | 11                            |                               |
| ŚR2 | Polonia II Środa Wielkopolska | 12                            |                               |
| ARP | AP Reissa Poznań              | 15                            |                               |
| grupa wielkopolska I                                                                                          |                               |                               |                               |
| MSW | Meblorz Swarzędz              | 5                             |                               |
| LKO | 1922 Lechia Kostrzyn          | 9                             |                               |
| Spadek z IV ligi 2022/2023                                                                                    |                               |                               |                               |
| grupa wielkopolska                                                                                            |                               |                               |                               |
| SŁU | SKP Słupca                    | 17                            |                               |
| Awans z klasy okręgowej 2022/2023                                                                             |                               |                               |                               |
| grupa wielkopolska III                                                                                        |                               |                               |                               |
| ŚLE | LKS Ślesin                    | 1                             |                               |
| TRZ | Zjednoczeni Trzemeszno        | 2                             |                               |
| grupa wielkopolska IV                                                                                         |                               |                               |                               |
| AVI | Avia Kamionki                 | 1                             |                               |
| Oznaczenia: - kolumna pierwsza – skróty nazw drużyn, - kolumna trzecia – miejsce zajęte w poprzednim sezonie. |                               |                               |                               |

Objaśnienia:
1. GKS Dopiewo przegrał baraże o awans do IV ligi z Pogonią Łobżenica.
2. Zjednoczeni Trzemeszno wygrali baraże o awans do V ligi ze Spartą Szamotuły.

#### Tabela
| Lp. | Drużyna                       | M  | Z  | R | P  | Bramki | Bramki | Różn. | Pkt | Uwagi                       | Bezpośrednio |
| --- | ----------------------------- | -- | -- | - | -- | ------ | ------ | ----- | --- | --------------------------- | ------------ |
| 1   | LKS Ślesin (M) (A)            | 30 | 23 | 3 | 4  | 97     | 27     | +70   | 72  | Awans do IV ligi            |              |
| 2   | Polonia Golina (B)            | 30 | 23 | 2 | 5  | 102    | 34     | +68   | 71  | Baraże o awans do IV ligi   |              |
| 3   | Górnik Konin                  | 30 | 22 | 4 | 4  | 94     | 19     | +75   | 70  |                             |              |
| 4   | Meblorz Swarzędz              | 30 | 21 | 1 | 8  | 77     | 39     | +38   | 64  |                             |              |
| 5   | Avia Kamionki                 | 30 | 19 | 4 | 7  | 79     | 48     | +31   | 61  |                             |              |
| 6   | Olimpia Koło                  | 30 | 15 | 6 | 9  | 69     | 47     | +22   | 51  |                             |              |
| 7   | 1922 Lechia Kostrzyn          | 30 | 14 | 4 | 12 | 69     | 55     | +14   | 46  |                             |              |
| 8   | Polonia II Środa Wielkopolska | 30 | 12 | 7 | 11 | 70     | 62     | +8    | 43  | ŚR2 – TRZ 5:1 TRZ – ŚR2 4:5 |              |
| 9   | Zjednoczeni Trzemeszno        | 30 | 14 | 1 | 15 | 60     | 65     | −5    | 43  | ŚR2 – TRZ 5:1 TRZ – ŚR2 4:5 |              |
| 10  | Polanin Strzałkowo            | 30 | 12 | 5 | 13 | 57     | 55     | +2    | 41  |                             |              |
| 11  | Kłos Zaniemyśl                | 30 | 10 | 7 | 13 | 44     | 47     | −3    | 37  |                             |              |
| 12  | Polonus Kazimierz Biskupi     | 30 | 6  | 4 | 20 | 42     | 100    | −58   | 22  | PKB – DOP 6:0 DOP – PKB 6:2 |              |
| 13  | GKS Dopiewo                   | 30 | 7  | 1 | 22 | 45     | 102    | −57   | 22  | PKB – DOP 6:0 DOP – PKB 6:2 |              |
| 14  | Przemysław Poznań1            | 30 | 6  | 2 | 22 | 29     | 83     | −54   | 20  |                             |              |
| 15  | AP Reissa Poznań (S)          | 30 | 5  | 1 | 24 | 45     | 111    | −66   | 16  | Spadek do klasy okręgowej   |              |
| 16  | SKP Słupca (S)                | 30 | 1  | 8 | 21 | 26     | 111    | −85   | 11  | Spadek do klasy okręgowej   |              |

### Grupa III

#### Drużyny
| Uczestnicy poprzedniej edycji                                                                                 | Uczestnicy poprzedniej edycji | Uczestnicy poprzedniej edycji | Uczestnicy poprzedniej edycji |
| --- | ----------------------------- | ----------------------------- | ----------------------------- |
| ZAW | Zawisza Łęka Opatowska        | 2                             |                               |
| KA2 | KKS 1925 II Kalisz            | 3                             |                               |
| KKR | Krobianka Krobia              | 4                             |                               |
| PCZ | Piast Czekanów                | 5                             |                               |
| GOS | Kania Gostyń                  | 6                             |                               |
| ZEF | Zefka Kobyla Góra             | 8                             |                               |
| RAW | Rawia Rawicz                  | 9                             |                               |
| KRO | Astra Krotoszyn               | 10                            |                               |
| MRO | Orzeł Mroczeń                 | 11                            |                               |
| WŚR | Warta Śrem                    | 12                            |                               |
| VOS | Victoria Ostrzeszów           | 13                            |                               |
| PPO | Piast Poniec                  | 151                           |                               |
| Awans z klasy okręgowej 2022/2023                                                                             |                               |                               |                               |
| grupa wielkopolska IV                                                                                         |                               |                               |                               |
| LCI | LZS Cielcza                   | 23                            |                               |
| grupa wielkopolska V                                                                                          |                               |                               |                               |
| PĘP | Dąbroczanka Pępowo            | 1                             |                               |
| grupa wielkopolska VI                                                                                         |                               |                               |                               |
| PGP | Pelikan Grabów nad Prosną     | 1                             |                               |
| Oznaczenia: - kolumna pierwsza – skróty nazw drużyn, - kolumna trzecia – miejsce zajęte w poprzednim sezonie. |                               |                               |                               |

Objaśnienia:
1. W związku z wycofaniem się Orkana Śmiłowo z grupy I, w V lidze utrzymał się Piast Poniec[9].
2. Zawisza Łęka Opatowska przegrała baraże o awans do IV ligi z Wartą Międzychód.
3. LZS Cielcza wygrała baraże o awans do V ligi z Pogonią Śmigiel.

#### Tabela
| Lp. | Drużyna                    | M  | Z  | R | P  | Bramki | Bramki | Różn. | Pkt | Uwagi                     | Bezpośrednio                |
| --- | -------------------------- | -- | -- | - | -- | ------ | ------ | ----- | --- | ------------------------- | --------------------------- |
| 1   | Warta Śrem (M) (A)         | 28 | 22 | 3 | 3  | 58     | 24     | +34   | 69  | Awans do IV ligi          |                             |
| 2   | Zawisza Łęka Opatowska (B) | 28 | 21 | 3 | 4  | 94     | 47     | +47   | 66  | Baraże o awans do IV ligi |                             |
| 3   | Krobianka Krobia           | 28 | 18 | 4 | 6  | 75     | 37     | +38   | 58  |                           | KKR – ZEF 2:0 ZEF – KKR 3:1 |
| 4   | Zefka Kobyla Góra          | 28 | 18 | 4 | 6  | 73     | 36     | +37   | 58  |                           | KKR – ZEF 2:0 ZEF – KKR 3:1 |
| 5   | Astra Krotoszyn            | 28 | 13 | 7 | 8  | 62     | 35     | +27   | 46  |                           |                             |
| 6   | KKS 1925 II Kalisz         | 28 | 13 | 5 | 10 | 54     | 46     | +8    | 44  |                           |                             |
| 7   | Kania Gostyń               | 28 | 11 | 6 | 11 | 58     | 36     | +22   | 39  |                           |                             |
| 8   | Pelikan Grabów nad Prosną1 | 28 | 10 | 7 | 11 | 60     | 51     | +9    | 37  | Drużyna wycofana          |                             |
| 9   | Rawia Rawicz               | 28 | 9  | 8 | 11 | 26     | 35     | −9    | 35  |                           |                             |
| 10  | Dąbroczanka Pępowo         | 28 | 10 | 2 | 16 | 68     | 75     | −7    | 32  |                           |                             |
| 11  | Piast Czekanów             | 28 | 8  | 6 | 14 | 53     | 67     | −14   | 30  |                           |                             |
| 12  | Orzeł Mroczeń2             | 28 | 7  | 5 | 16 | 47     | 88     | −41   | 26  | Drużyna wycofana          |                             |
| 13  | LZS Cielcza                | 28 | 6  | 6 | 16 | 49     | 102    | −53   | 24  |                           |                             |
| 14  | Victoria Ostrzeszów        | 28 | 2  | 8 | 18 | 33     | 74     | −41   | 14  |                           |                             |
| 15  | Piast Poniec (S)           | 28 | 3  | 4 | 21 | 36     | 93     | −57   | 13  | Spadek do klasy okręgowej |                             |

### Baraże o awans
W dwustopniowych barażach o awans do IV ligi biorą udział wicemistrzowie 3 grup wielkopolskich V ligi oraz 16. drużyna IV ligi, gr. wielkopolskiej. Zwycięzca uzyska prawo do gry w IV lidze w następnym sezonie.

#### Półfinały
| 26 czerwca 2024 18:00 | Polonia Golina · 56' Krystian Robak · 70', 76' Adam Iwiński | 3:0(0:0) | Zamek Gołańcz |  |
|                       |                                                             |          |               |  |

Awans do finału: Polonia Golina
| 26 czerwca 2024 18:00 | Polonia 1908 Marcinki Kępno · 25', 50', 63' Patryk Moś · 70' Patryk Słupianek | 4:1(1:1) | Zawisza Łęka Opatowska · 6' Aleksander Muzyka |  |
|                       |                                                                               |          |                                               |  |

Awans do finału: Polonia 1908 Marcinki Kępno

#### Finał
| 29 czerwca 2024 17:00 | Polonia 1908 Marcinki Kępno · ?'? | 1:2(?:?) | Polonia Golina · ?'? · ?'? |  |
|                       |                                   |          |                            |  |

Zwycięzca: Polonia Golina